# Per Eklund
Per Eklund (Estocolmo, 12 de novembro de 1980) é um lutador sueco de artes marciais mistas da categoria dos Pesos Leves. Ele foi o primeiro de sua nacionalidade a competir no Ultimate Fighting Championship, e possui faixa roxa em  Jiu-Jitsu Brasileiro.
No  UFC 80, lutou contra Sam Stout e perdeu por decisão unânime. No UFC 89 teve a chance de lutar com  Samy Schiavo vencendo por finalização. 

## Histórico
| Resultado | Record | Oponente          | Método                       | Evento                               | Data                    | Round | Tempo | Local                       |
| --------- | ------ | ----------------- | ---------------------------- | ------------------------------------ | ----------------------- | ----- | ----- | --------------------------- |
| Derrota   | 15-4-1 | Evan Dunham       | KO (golpes)                  | UFC 95: Sanchez vs. Stevenson        | 21 de fevereiro de 2009 | 1     | 2:14  | Inglaterra                  |
| Vitória   | 15-3-1 | Samy Schiavo      | Finalização (mata-leão)      | UFC 89: Bisping vs Leben             | 18 de outubro de 2008   | 3     | 1:47  | Inglaterra                  |
| Derrota   | 14-3-1 | Sam Stout         | Decisão (unânime)            | UFC 80: Rapid Fire                   | 19 de janeiro de 2008   | 3     | 5:00  | Inglaterra                  |
| Vitória   | 14-2-1 | Rafael Dias       | Decisão (unânime)            | Bodog Fight - Vancouver              | 25 de agosto de 2007    | 3     | 5:00  | ´Colúmbia Britânica, Canadá |
| Vitória   | 13-2-1 | Toni Talvitie     | Decisão                      | Shooto Finlândia - Bloodbath         | 12 de maio de 2007      | 2     | 5:00  | Finlândia                   |
| Vitória   | 12-2-1 | David Metcalf     | Finalização (kimura)         | SAS 2 - Strike and Submit 2          | 15 de abril de 2007     | 2     | 3:26  | Inglaterra                  |
| Vitória   | 11-2-1 | Aaron Barrow      | Finalização (kimura)         | SAS 1 - Strike and Submit 1          | 28 de janeiro de 2007   | 1     | 1:19  | Inglaterra                  |
| Derrota   | 10-2-1 | Tatsuya Kawajiri  | TKO (socos)                  | Shooto - Champion Carnival           | 14 de outubro de 2006   | 1     | 4:10  | Yokohama, Japão             |
| Vitória   | 10-1-1 | David Baron       | Decisão (unânime)            | EVT 6 - Ragnarok                     | 6 de maio de 2006       | 3     | 5:00  | Suécia                      |
| Derrota   | 9-1-1  | Yuri Ivlev        | Decisão                      | M-1 MFC - Rússia vs Europe           | 8 de abril de 2006      | 2     | 5:00  | São Petersburgo, Rússia     |
| Vitória   | 9-0-1  | Chico Martinez    | Finalização (chave de braço) | Rings Muay Thai                      | 20 de novembro de 2005  | 1     | N/A   | Holanda                     |
| Vitória   | 8-0-1  | Mikhail Rosokhaty | Finalização (chave de braço) | WFCA - Latvia Free Fight 2           | 24 de outubro de 2004   | 1     | N/A   | Riga, Letônia               |
| Vitória   | 7-0-1  | Colin Mannsur     | KO                           | Together Productions - Fight Gala    | 18 de setembro de 2004  | N/A   | N/A   | Holanda                     |
| Vitória   | 6-0-1  | Michel Cox        | Finalização (chave de dedo)  | FE 4 - Fighter Extreme 4             | 28 de setembro de 2003  | 1     | 4:57  | Suécia                      |
| Draw      | 5-0-1  | Thomas Hytten     | Empate                       | Shooto Finlândia - Cold War          | 22 de fevereiro de 2003 | 2     | 5:00  | Finlândia                   |
| Vitória   | 5-0    | Teemu Nurkkala    | KO                           | FF 6 - FinnFight 6                   | 30 de novembro de 2002  | 1     | 0:35  | Finlândia                   |
| Vitória   | 4-0    | Tom Niinimaki     | TKO                          | FF 6 - FinnFight 6                   | 30 de novembro de 2002  | 1     | 3:53  | Finlândia                   |
| Vitória   | 3-0    | Tchavdar Pavlov   | Finalização (triângulo)      | VF 2 - The Modern Gladiators         | 26 de outubro de 2002   | 1     |       | Dinamarca                   |
| Vitória   | 2-0    | Karim Sorensen    | Finalização (chave de braço) | VF 2 - The Modern Gladiators         | 26 de outubro de 2002   | 1     |       | Dinamarca                   |
| Vitória   | 1-0    | Ilya Kudryashov   | Decisão (dividida)           | M-1 MFC - European Championship 2002 | 15 de fevereiro de 2002 | 2     | 5:00  | São Petersburgo, Rússia     |